# Plaza de Nuestra Señora del Pino
La plaza de Nuestra Señora del Pino, se trata uno de los lugares más simbólicos de la isla de Gran Canaria y de la villa mariana de Teror. Como su nombre indica se trata de una plaza situada en la Villa Mariana de Teror, junto a la Basílica que alberga en su interior a Virgen del Pino, patrona principal de la diócesis de Canarias, de la provincia de Las Palmas y de Teror. 

## Descripción
La plaza de Nuestra Señora del Pino, es un punto de encuentro y peregrinación ya que se encuentra en uno de los lugares más importantes de Gran Canaria, puesto que se trata de un lugar común donde la presencia de cientos de personas a lo largo del día hacen que esta plaza, sea el centro neurálgico de la Villa junto con la basílica de Nuestra Señora del Pino.
Junto a la plaza, se levanta victoriosa la Basílica de Nuestra Señora del Pino y a un lado se encuentra la Casa-Museo de los Patronos de la Virgen. Esta casa museo pertenece a la familia Manrique de Lara, siendo la camarera mayor de la Virgen del Pino, una persona perteneciente a esta familia, la condesa de la Vega Grande.